# Tranesjön (Sexdrega socken, Västergötland)
Tranesjön är en sjö i Svenljunga kommun i Västergötland och ingår i Viskans huvudavrinningsområde.